# مرآة الرأس

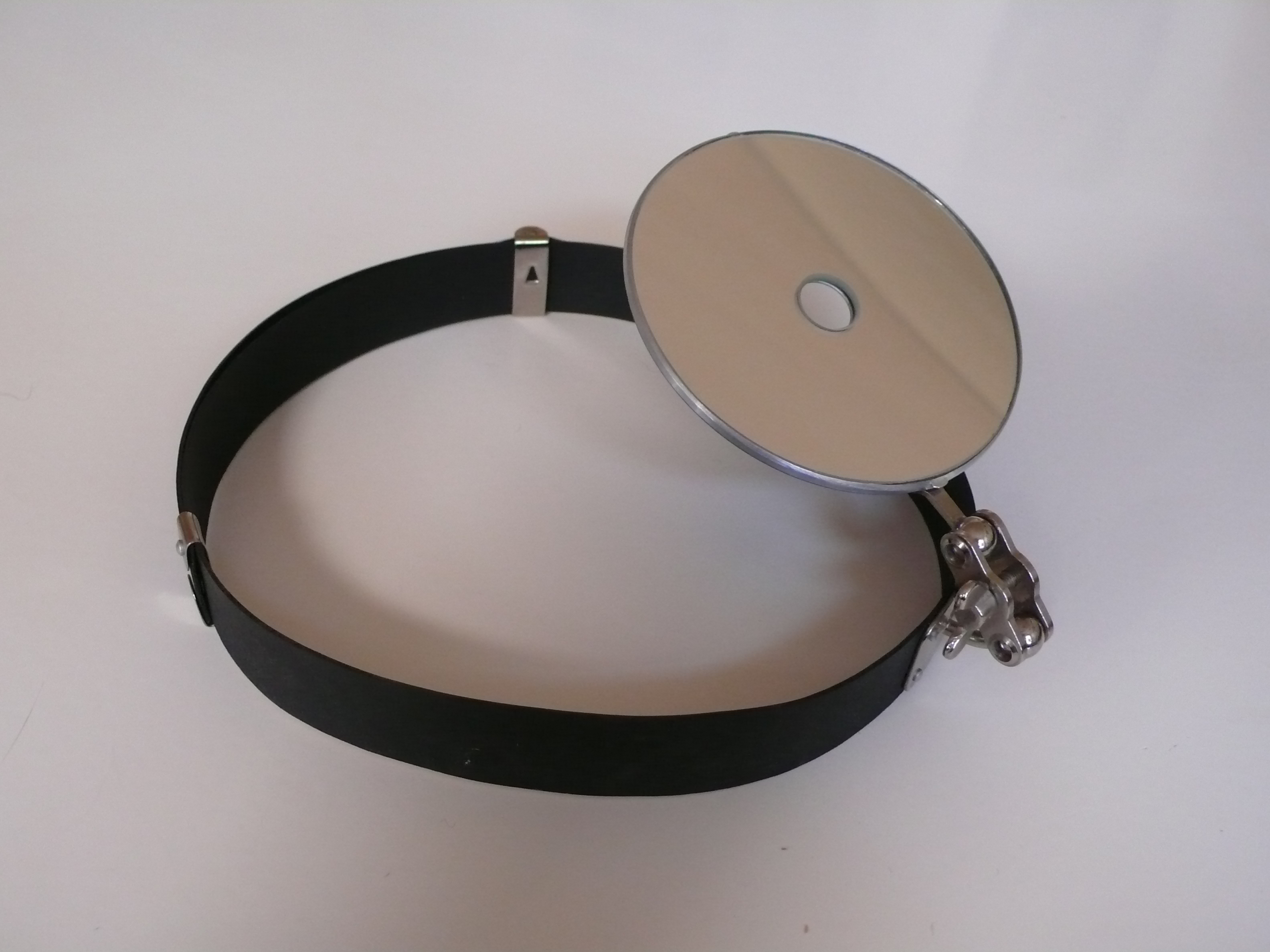
مرآة الرأس

مرآة الرأس هي أداة تشخيصية بسيطة، يستخدمها الأطباء أو مساعدو الأطباء، ولكن تستخدم بشكل قليل في الآونة الأخيرة لأنها أصبحت قديمة نوعاً ما.
تستخدم المرآة الرأسية غالباً لفحص الأنف والأذن والحنجرة. فهي تتألف من مرآة مقعرة دائرية مع وجود ثقب صغير في الوسط ويتم تركيبها على عصبة الرأس. تلبس المرآة على إحدى عيني الطبيب، مع توجيه السطح المقعر للمرآة إلى الخارج ويكون ثقب المرآة إلى عين الطبيب مباشرة مع توفير حلقة ضوئية.
يجلس المريض عند استخدامها متوجهاً للطبيب والإضاءة المضيئة مثبتة بجوار رأس المريض، مصوبةً باتجاه وجه الطبيب وبالتالي نحو المرآة الرأسية. فالإضاءة تعكس امام المرآة على طول خط البصر من المستخدم. فالضوء يرتكز من قبل انحناء المرآة. عندما تستخدم المرآة الرأسية بشكل صحيح، ستتوفر إضاءة خالية من الظل.
ولأنها كانت شائعة في وقتٍ ما فيستخدمها الأطباء الممارسون والمختصون الأذن وأنف والحنجرة فغالباً ما تكون جزءاً نمطياً لزي الطبيب.
العيب الرئيسي للمرآة الرأسية، أنها تتطلب بعض من مهارات الإتقان لاستخدامها جيداً. ونادراً ما يستخدمها مختصو الأنف والأذن والحنجرة الآن بعد أن حل محلها القلم الضوئي بين الأطباء العاميون. لا يزال الأطباء المختصون يستخدمون المرآة الرأسية بشكل روتيني للفحص والإجراءات التي تقتضي فحص تجويف الفم.